# Laura Wołowicka
Laura Wołowicka (ur. 12 maja 1932 roku w Cieślach Wielkich, zm. 15 listopada 2018) – polska anestezjolog, dr hab., profesor zwyczajny Wyższej Szkoły Pedagogiki i Administracji im. Mieszka I w Poznaniu Wydziału Zdrowia Publicznego, oraz Wyższej Szkoły Gospodarki Krajowej w Kutnie.

## Życiorys
Studiowała na Akademii Medycznej im. Karola Marcinkowskiego w Poznaniu. W 1963 obroniła pracę doktorską pt. Badanie odchyleń ciepłoty ustroju w przebiegu znieczulenia ogólnego, w 1978 habilitowała się na podstawie oceny dorobku naukowego i pracy zatytułowanej Zmiany czynnościowe i morfologiczne w układzie oddechowym po resuscytacji. W 1986 nadano jej tytuł profesora w zakresie nauk medycznych.
Objęła funkcję profesora zwyczajnego w Wyższej Szkole Pedagogiki i Administracji im. Mieszka I w Poznaniu na Wydziale Zdrowia Publicznego i w Wyższej Szkole Gospodarki Krajowej w Kutnie.
Była kierownikiem Katedry Pielęgniarstwa i dziekanem na Wydziale Nauk o Zdrowiu Akademii Medycznej im. Karola Marcinkowskiego w Poznaniu, a także członkiem Polskiego Towarzystwa Anestezjologii i Intensywnej Terapii.

## Odznaczenia
- 1980: Odznaka honorowa „Za wzorową pracę w służbie zdrowia”[1]
- 1981: Nagroda I stopnia ministra zdrowia[1]
- 1985: Odznaka honorowa „Za zasługi w rozwoju województwa poznańskiego”[1]
- 1989: Złoty Krzyż Zasługi[1]
- 1997: Krzyż Kawalerski Orderu Odrodzenia Polski[1]
- 1973: Odznaka Honorowa Miasta Poznania[1]
- 1969: Odznaka Honorową „Za zasługi w rozwoju województwa zielonogórskiego[1]
- Medal 40-lecia Polski Ludowej[1]